# Diplazium andicola
Diplazium andicola là một loài thực vật có mạch trong họ Woodsiaceae. Loài này được (Stolze) M. Kessler & A.R. Sm. mô tả khoa học đầu tiên năm 2007.